# Stratélate

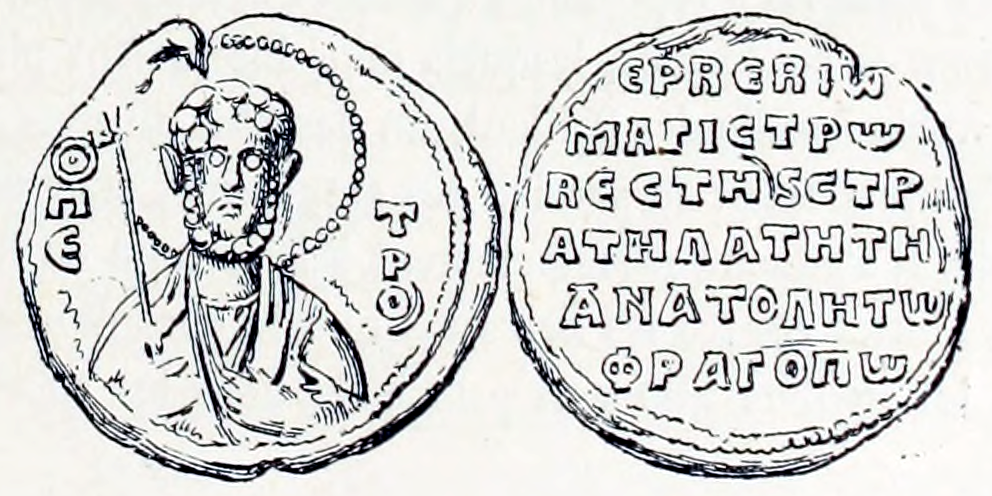
Sceau des magistros, vestes et stratèges de l'Est Hervé Frankopoulos.

Le stratélate (en grec : στρατηλάτης, stratēlatēs, « commandant / dirigeant d'une armée ») est un terme grec désignant un général avant de devenir une dignité honorifique au sein de l'Empire byzantin. Dans un sens plus ancien, il est souvent utilisé pour des saints militaires comme Théodore le Stratélate.

## Histoire
À la fin de l'Empire romain et au début de l'Empire byzantin, le titre est utilisé avec celui de stratēgos pour traduire en grec la fonction de magister militum (« maître des soldats »). Toutefois, au VIe siècle, une novelle de l'empereur Justinien atteste l'existence d'un titre honorifique de rang moyen appelé stratēlatēs, à l'importance équivalente à celle d’apo eparchōn (« ancien préfet »). Un prōtostratēlatēs (« premier stratélate ») est attesté sur un sceau du VIIe siècle, désignant probablement le grade le plus important au sein de la classe des stratēlatai. Cette classe de dignités est purement honorifique et n'est attachée à aucune fonction particulière. Elle décline en prestige au cours des VIIe et VIIIe siècles, des preuves sigillographiques indiquant qu'elle n'est plus détenue que par les catégories les moins importantes de la bureaucratie byzantine, comme les kommerkiarioi (« superviseurs »), les kouratores (« superviseur des établissements impériaux ») et les notarioi (« secrétaires impériaux »). À la fin du IXe siècle, elle fait partie des dignités les moins importantes dans la hiérarchie impériale comme l'atteste le Klētorologion de Philothée de 899. Cet ouvrage rapporte aussi que la dignité est conférée par l'octroi d'un codicil ou diploma, survivance d'une pratique du VIe siècle. Au cours des Xe et XIe siècles, le terme retrouve son origine militaire puisqu'il est utilisé par les généraux importants dont le commandant en chef (domestique des Scholes) d'Orient et d'Occident.
À la même époque, la présence d'une tagma (régiment professionnel) appelée stratēlatai est attestée en Asie Mineure vers la fin du Xe siècle. Cette unité est créée par l'empereur Jean Ier Tzimiskès. Michel Bourtzès en aurait été un de ses commandants selon Jean Skylitzès.